# Čogha Zanbíl
Čogha Zanbíl (persky: چُغازَنبیل) bylo posvátné město starověké civilizace Elam a jehož pozůstatky se dnes nachází na území Íránu. Zdejší stavby představují jedny z mála zikkuratů, které byly nalezeny mimo území Mezopotámie. Město bylo vystavěno někdy okolo roku 1250 př. n. l.
V roce 1979 byla archeologická lokalita zapsána na seznam světového dědictví UNESCO.